# Taktische Zulassung
Eine taktische Zulassung ist die Zulassung eines Kraftfahrzeuges, die nicht primär dem Inverkehrbringen eines Fahrzeugs dient, sondern vorrangig andere Zwecke erfüllt.

## Gründe
Die Gründe können sein:
- Erreichen eines vorgegebenen Budget-Ziels einer regionalen Auto-Vertriebsorganisation (zum Beispiel die Zulassung von 1000 Fahrzeugen binnen eines Kalender- oder Geschäftsjahres)[3]
- Erreichen eines Homologations-Zieles zu Rennsportzwecken (zum Beispiel das Inverkehrbringen von mindestens 200 Fahrzeugen eines Typs, bevor dieser eine Zulassung zu einer bestimmten Renn- oder Rallye-Serie erlangt, ohne dass eine entsprechende Marktnachfrage besteht)
- Erreichen einer höheren Rabattierklasse (etwa Rabattstaffeln 5 % ab 5 Fahrzeugen: 8 % ab 50 Fahrzeugen, 10 % ab 200 Fahrzeugen)
- Erreichen eines anderen Marketing-Zieles (zum Beispiel bei der Messung von Marktanteilen nach Herstellern oder Importeuren)
- Das Zulassen eines Fahrzeugs vor einem bestimmten Endtermin, etwa zum Jahreswechsel, damit es überhaupt noch zugelassen werden kann,  bevor in der Zukunft zum Beispiel schärfere Abgasbestimmungen eine Zulassung gänzlich verhindern würden
- Grauimport von Fahrzeugen, die im Ausland zunächst zugelassen wurden, um dann als günstigere Gebrauchtwagen im Ausland einen Käufer zu finden (EU-Grau-Importe abseits der regulären Handelsvertriebswege)
- Zulassung auf eine bekannte Person, um den Verkaufspreis für Liebhaber zu steigern. Beispiele sind aus Fußballerkreisen bekannt, wo in kurzer Zeit ein Fußballer 20 oder mehr Autos besessen haben soll, annonciert Aus prominentem Vorbesitz.[4]

## Kennzeichen
Kennzeichen einer taktischen Zulassung ist regelmäßig, dass Fahrzeuge als Gebrauchtfahrzeuge zu meist niedrigeren Preisen gehandelt werden, die praktisch noch nicht gefahren wurden und Kilometerstände unter 10 oder 20 km aufweisen, weil sie nur auf dem Hof eines Händlers bewegt wurden.

## Vor- und Nachteile
Der Käufer hat als Vorteil den niedrigeren Kaufpreis.
Für den Händler ist in der Regel Nachteil einer taktischen Zulassung  der Verlust an Umsatz, weil ein formal gebrauchtes Fahrzeug oft nur einen deutlich niedrigeren Verkaufspreis erzielen kann.